# MySQL AB
MySQL AB (fondata nel 1995, acquisita da Sun Microsystems nel 2008) era un'azienda informatica produttrice di software. MySQL AB è la creatrice di MySQL, un sistema di gestione di database relazionale, come di altri prodotti relativi, ad esempio, MySQL Cluster. L'azienda ha sedi ad Uppsala, in Svezia e a Cupertino, in California, con uffici in altri paesi: Parigi, Monaco, Dublino, Milano, e Tokyo.
Con circa 400 dipendenti in 25 paesi, MySQL AB è stata una delle più grandi aziende in tutto il mondo open source. Circa il 70% dei dipendenti ha lavorato per MySQL dai loro uffici domestici.
Il 16 gennaio 2008, MySQL AB ha annunciato di aver accettato di essere acquisita da Sun Microsystems per circa 1 miliardo $. L'acquisizione si è conclusa il 26 febbraio 2008.
Insieme a Linux, Apache e PHP, MySQL Server costituisce uno degli elementi costitutivi della tecnologia LAMP. La società sostiene una base di utenti di oltre 5 milioni di installazioni in tutto il mondo MySQL e oltre 10 milioni di download di prodotti nel 2004.

## Storia
- 1995 società fondata da Michael Widenius, David Axmark e Allan Larsson
- 2001 Mårten Mickos eletto CEO
- 2001 Primo round di finanziamento da venture capitalist scandinavo
- 2003 Secondo round di finanziamento  da un gruppo di investitori guidato da Benchmark Capital
- 2003 Accordo di partenariato stipulato con SAP, acquisendo tutti i diritti commerciali per MaxDB
- 2003 Acquisito Alzato, una sussidiaria di Ericsson
- 2005 Lanciato servizio di abbonamento MySQL Network
- 2006 Terzo turno di finanziamento da Intel, Red Hat, SAP Ventures e altri
- 2008 Bando di acquisizione da parte di Sun Microsystems